# مدل اقلیمی

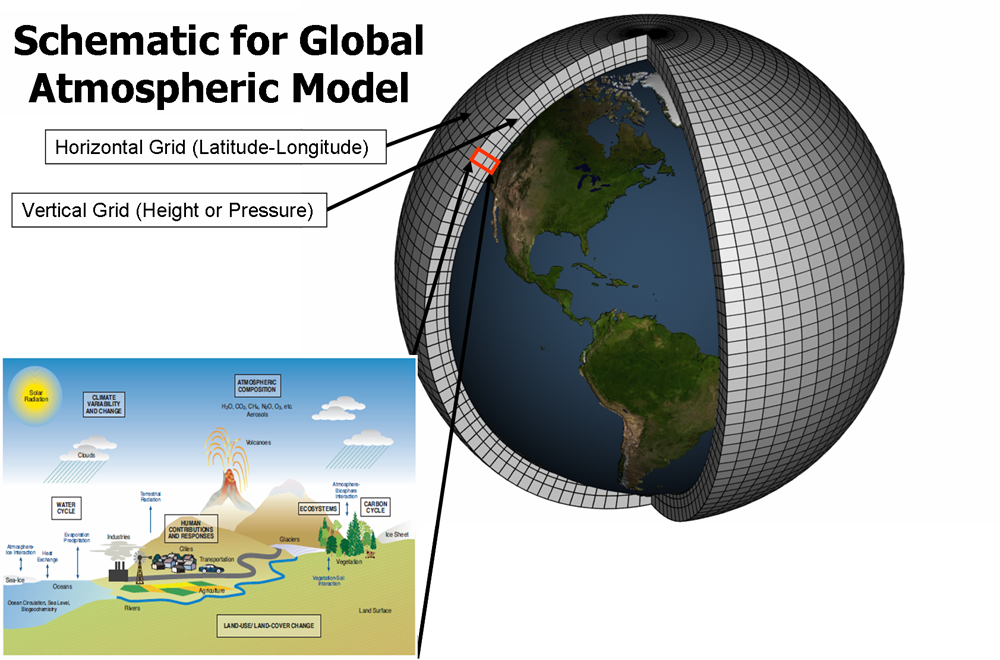
نمونه‌ای از یک مدل اقلیمی

مدل اقلیمی (انگلیسی: Climate model) از روش‌های پژوهش کمی و مدل‌سازی است، که به‌منظور شبیه‌سازی تغییرات آب‌وهوایی در اتمسفر زمین، اقیانوس‌ها، ناهمواری‌های سطح زمین و سطوح یخی استفاده می‌شود. مدل‌های اقلیمی با اهداف مختلف؛ از مطالعه پویایی سیستم‌های اقلیمی تا پیش‌بینی وضعیت آب‌وهوایی در آینده، مورد استفاده قرار می‌گیرند. مدل‌های اقلیمی سیستم‌هایی بر پایه معادلات دیفرانسیل می‌باشند، که از قوانین بنیادی فیزیک، دینامیک شاره‌ها و شیمی پیروی می‌کنند. برای اجرای یک مدل اقلیمی، دانشمندان، سیاره زمین را به یک شبکه ۳ بعدی تقسیم می‌کنند و با اعمال معادلات پایه در آن، اقدام به ارزیابی نتایج حاصل از مدل، می‌نمایند.